# Toylogic
株式会社Toylogic（日语：株式会社トイロジック、Toylogic Inc.）是一家日本遊戲軟件開發公司。由出身自南梦宫和Cavia的岳洋一於2006年創立。

## 遊戲作品
- 家用遊戲機
  - 2008年 任天堂明星大亂鬥X（Wii；任天堂；開發協力）
  - 2009年 Teenage Mutant Ninja Turtles: Smash-Up（英语：Teenage Mutant Ninja Turtles: Smash-Up）（Wii；Ubisoft Entertainment；開發協力）
  - 2012年 新·光神話 帕爾提娜之鏡（3DS；任天堂；開發協力）
  - 2012年 勇者斗恶龙X 觉醒的五种族 Online（Wii；Square Enix；開發協力）
  - 2012年 PlayStation Home （PS3；Sony Interactive Entertainment；內容製作與服務管理）
  - 2012年 Happy Wars（英语：Happy Wars）[3]（Xbox 360、Xbox One、Windows；Toylogic；免費遊戲）
  - 2014年 恶灵附身（PS3、PS4、Xbox 360、Xbox One；Bethesda Softworks；開發協力）
  - 2014年 機動戰士GUNDAM EXTREME VS. MAXI BOOST（街機；Bandai Namco Games；創建動作數據）
  - 2016年 Happy Dungeons[4]（Xbox One、PS4；Toylogic；免費遊戲）
  - 2017年 勇者鬥惡龍XI 尋覓逝去的時光（3DS；Square Enix；3DS版開發協力）[5]
  - 2019年 魂斗羅 RC聯盟/流氓軍團（英语：Contra: Rogue Corps）（PS4、Xbox One、Switch、Steam；Konami）[6]
  - 2021年 尼爾：人工生命 ver.1.22474487139...（PS4、Xbox One、Steam；Square Enix）
- 智能手機
  - 2013年 （iOS、Android；Toylogic）[7]
  - 2016年 （iOS；Toylogic）
  - 2018年 八百萬QUEST（日语：八百万クエスト；iOS、Android；Toylogic）
  - 2019年 心臟感應（日语：シンゾウアプリ；iOS、Android；125Inc.；開發協力）

## 外部連結
- 官方网站（日語）